# Гроши (Бихор)
Гроши (рум. Groși) насеље је у Румунији у округу Бихор у општини Аушеу. Oпштина се налази на надморској висини од 248 m.

## Становништво
Према подацима из 2002. године у насељу је живело 967 становника.

### Попис2002.
| Расподела становништва по националности 2002.‍ | Расподела становништва по националности 2002.‍ | Расподела становништва по националности 2002.‍ | Расподела становништва по националности 2002.‍ | Расподела становништва по националности 2002.‍ |
| --------------------------------------------- | --------------------------------------------- | --------------------------------------------- | --------------------------------------------- | --------------------------------------------- |
|                                               |                                               |                                               |                                               |                                               |
| Румуни                                        | Румуни                                        |                                               | 905                                           | 93,9%                                         |
| Роми                                          | Роми                                          |                                               | 26                                            | 2,7%                                          |
| Словаци                                       | Словаци                                       |                                               | 33                                            | 3,4%                                          |